# Ceyhun Sultanov
Ceyhun Sultanov (ur. 12 czerwca 1979 w Baku, Azerbejdżan) – azerski piłkarz grający na pozycji pomocnika. W reprezentacji Azerbejdżanu zadebiutował w 1998 roku. Rozegrał w niej 16 spotkań, w których zdobył jedną bramkę.